# Strictly Business (альбом EPMD)
Strictly Business — дебютный студийный альбом американского хип-хоп-дуэта EPMD, выпущенный 7 июня 1988 года на лейбле Fresh Records/Sleeping Bag Records.
Альбом был спродюсирован самими участниками группы. Альбом известен своим шутливым рэпом для вечеринок и основанным на сэмплах фанк-групп продакшене. На альбоме нет приглашённых рэперов или продюсеров, кроме DJ K La Boss.
Strictly Business достиг 80 места в чарте Billboard 200 и 1 места в чарте Top R&B/Hip Hop Albums в американском журнале Billboard. Альбом был сертифицирован как «золотой» 9 ноября 1988 года.
В 2003 году альбом занял 453 место в списке 500 величайших альбомов всех времён журнала Rolling Stone. В 2005 году альбом был разбит по трекам группой EPMD в книге Брайана Колмана Check the Technique.
Четыре сингла из альбома попали в чарты американского журнала Billboard: «It’s My Thing», «Strictly Business», «You Gots To Chill» и «I’m Housin'». Три из них также стали успешными в чарте UK Singles Chart в Великобритании.
В 2010 году альбом был переиздан на лейбле Priority Records после цифрового ремастеринга. В 2013 году на том же лейбле вышло ещё одно переиздание альбома, приуроченное к 25-летию выхода альбома. К обычному альбому было добавлено пять бонус-треков.

## Приём критиков
| Оценки критиков               | Оценки критиков |
| Источник                      | Оценка          |
| ----------------------------- | --------------- |
| AllMusic                      | [ 8 ]           |
| Encyclopedia of Popular Music | [ 9 ]           |
| Los Angeles Times             | [ 10 ]          |
| Mojo                          | [ 11 ]          |
| The Philadelphia Inquirer     | [ 12 ]          |
| RapReviews                    | 9.5/10          |
| The Rolling Stone Album Guide | [ 14 ]          |
| The Source                    | 5/5             |
| Spin Alternative Record Guide | 9/10            |
| The Village Voice             | A−              |

### Первоначальный
Первоначальные отзывы об альбоме были сильные: Allmusic присвоил альбому пятизвёздочный рейтинг, назвав альбом «просто потрясающим». The Source дал альбому 5 звёзд, сделав его одним из 43 альбомов, когда-либо получавших этот рейтинг. Роберт Кристгау также дал альбому A- рейтинг вскоре после его выпуска. Strictly Business также был включён в различные списки «лучших 1988 года». The Face оценил его как третий лучший альбом года, и назвал его заглавный трек как 25-й лучший сингл года. Sounds оценил его как 50-й лучший альбом года, в то время как Spex поместил его на восьмое место среди лучших.

### Ретроспективный
Спустя годы после его выпуска Strictly Business продолжал привлекать успех критиков. В 1994 году журнал мод Pop выбрал его в качестве дополнения к альбому Eric B. & Rakim Paid in Full в своём списке «100 лучших альбомов мира + 300 дополнений». В 1998 году The Source поместил Strictly Business в свой список «100 лучших рэп-альбомов» и включил два сингла в свой список «100 лучших рэп-синглов». В 1999 году он был признан 4-м лучшим хип-хоп-альбомом 1988 года  журналом Ego Trip. В 2001 году Dance de Lux оценил Strictly Business как 11-я лучшая хип-хоп-запись всех времён. В 2003 году альбом был помещён журналом Blender в список «500 компакт-дисков, которые вы должны приобрести до смерти», и занял 453-е место в списке журнала Rolling Stone 500 величайших альбомов всех времён. Кроме того, The Rolling Stone Album Guide, который первоначально оценил альбом на три с половиной звезды из пяти, в 2004 году присудил альбому пятизвёздочный рейтинг. Ретроспективные обзоры Spin (1995), Virgin Encyclopedia of Popular Music (2002), Мартин Стронг (2004) и Sputnikmusic (2006) соответственно присвоили альбому рейтинг 9 из 10, рейтинг 4 звезды, рейтинг 5 звёзд и рейтинг 7 из 10. Strictly Business в настоящее время считается классическим релизом и урожайным хип-хоп-альбомом.

## Список композиций
| #  | Название                | Длительность |
| -- | ----------------------- | ------------ |
| 1  | «Strictly Business»     | 4:47         |
| 2  | «I’m Housin»            | 4:01         |
| 3  | «Let The Funk Flow»     | 4:16         |
| 4  | «You Gots To Chill»     | 4:26         |
| 5  | «It’s My Thing»         | 5:45         |
| 6  | «You’re A Customer»     | 5:28         |
| 7  | «The Steve Martin»      | 4:44         |
| 8  | «Get Off The Bandwagon» | 4:25         |
| 9  | «D.J. K La Boss»        | 4:31         |
| 10 | «Jane»                  | 2:59         |

## Участники записи
- Эрик Сёрмон – вокал, музыкальный продюсер, автор песен
- Пэрриш Смит – вокал, музыкальный продюсер, автор песен
- Диджей Кей Ля Босс – диджей (скретч)
- Джим Фоли – звукорежиссёр
- Чарли Маротта – звукорежиссёр
- Джон Поппо – звукорежиссёр
- Эл Уоттс – звукорежиссёр
- Гордон Дэвис – ассистент звукорежиссёра
- Рич Ранер – ассистент звукорежиссёра
- Херб Пауэрс-младший – мастеринг
- Джанетт Бекман – фотограф
- Эрик Хейз – художник (логотип EPMD)
- Сьюзан Хайсер – дизайнер (обложка альбома)

## Чарты

### Еженедельные чарты
| Чарт (1988)                            | Высшая позиция |
| -------------------------------------- | -------------- |
| США (Billboard 200)                    | 80             |
| США (Billboard Top R&B/Hip-Hop Albums) | 1              |

### Синглы
| 1987 | «It’s My Thing»     | 97 | – | –  | –  |
| 1988 | «Strictly Business» | 90 | – | 25 | –  |
| 1988 | «You Gots To Chill» | –  | – | 22 | –  |
| 1989 | «I’m Housin'»       | 89 | – | –  | 28 |

## Сертификации
| Регион | Сертификация | Продажи  |
| --- | ------------ | -------- |
| США (RIAA) | Золотой      | 500,000^ |
| * Данные о продажах приведены только на основе сертификации. ^ Данные о тиражах приведены только на основе сертификации. |              |          |